# 久根鉱山
久根鉱山（くねこうざん）は、静岡県浜松市天竜区（旧磐田郡佐久間町）にあった鉱山。経営は古河鉱業。産出物は銅、黄鉄鉱など。

## 概要
享保16年（1731年）に開坑されたが、しばらく日の目を見なかった。明治に入り、名古屋の商人によって再興が試みられるも失敗。そして、管理する人間が転々とする中、明治32年（1899年）に古河市兵衛の一声により、古河鉱業が買収するにいたり、古河の下で隆盛を極めることとなった。特に、優秀な含銅硫化鉄鉱石は有名で、硫酸原料として活用され、明治後期から大正期にかけて硫化鉄鉱山として日本一の地位を占めた。
- 1731年 - 開坑
- 1892年 - 大阪商人石田庄七と紀伊商人原秀次郎の共同稼業となる
- 1897年 - 原秀次郎の専有となる
- 1899年 - 古河鉱業が買収
  - 当初は製錬が行なわれていたが、鉱害問題や立地条件から中止。精鉱を足尾製錬所に供給した。
  - 鉱石や各種物資の運搬は当初、天竜川の水運を利用していた。のちにトラック及び鉄道輸送に切り替わっている。
- 1905年 - 通洞坑が完成
- 1970年 - 閉山

### 名合支山
名合（なこお）支山は、久根鉱山から南に位置する佐久間町上平山の名古尾地区（北緯35度03分25.7秒 東経137度51分08.6秒 / 北緯35.057139度 東経137.852389度）に所在した。
久根鉱山の支山として開発され、久根本山の生産量を上回った時期もあった。
- 1913年 - 開坑。
- 1920年 - 休坑。
- 1937年 - 操業再開。
- 1970年 - 閉山。

天竜川岸にある跡地にはコンクリート製の護岸が残っている。

## 現状
古河機械金属から委託された公益財団法人「資源環境センター」により廃水処理が行なわれている。